# Appartamento Borgia

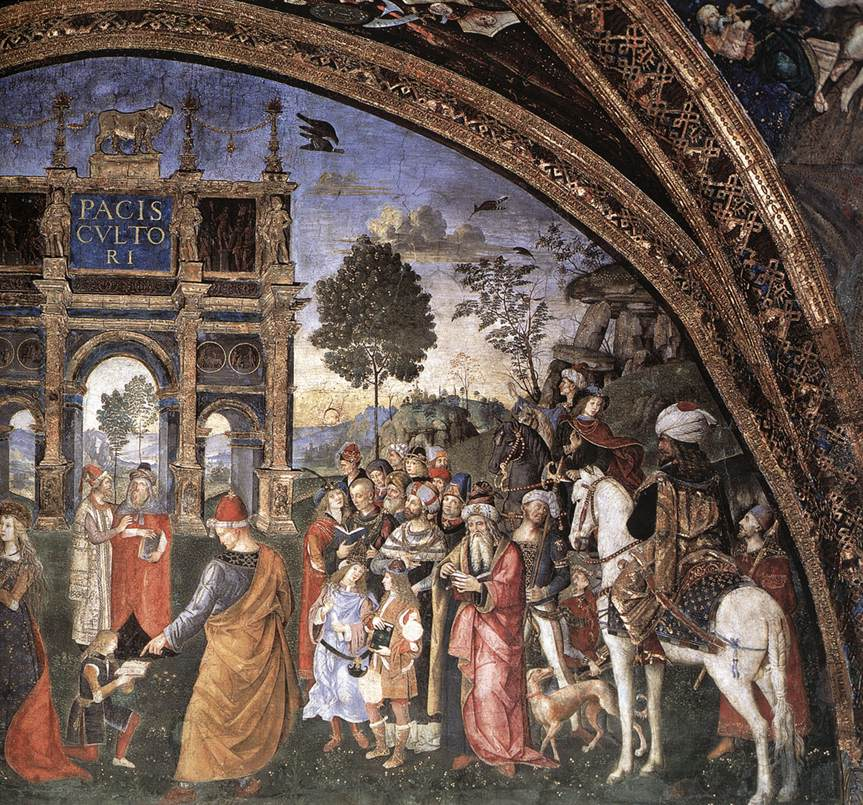
Detail van het Dispuut van de heilige Catherina

Appartamento Borgia zijn de vertrekken op de eerste verdieping van het apostolisch paleis in Vaticaanstad.
De appartementen zijn genoemd naar Alexander VI Borgia (pontificaat 1492-1503). Hij liet ze tussen 1492 en 1495 door Pinturicchio en zijn werkplaats beschilderen. Tot de allermooiste fresco's die Pinturicchio heeft ontworpen en voor het grootste deel ook zelf heeft uitgevoerd, behoren die in de voor representatiedoeleinden gebruikte Sala dei Santi.

## Sala dei Santi, Dispuut van de heilige Catherina van Alexandrië
Op de plafondschilderingen, zinspelend op de stier in het wapen van de Borgia's, zijn scènes uit de Egyptische en Griekse mythologie afgebeeld. De fresco's in de timpanen zijn gewijd aan de vervolging van christenen door ongelovigen en hun latere overwinning.
Op de tegenover de vensters gelegen muur staat een tafereel uit het leven van de heilige Catharina van Alexandrië. Zij is in 307 onder keizer Maxentius de marteldood gestorven, nadat ze tijdens een offerfeest van de keizer het geloof aan de heidense goden had afgezworen.
Het fresco toont, tegen de achtergrond van de Boog van Constantijn, in een oosterse ambiance het dispuut tussen de heilige en de keizer, die 50 geleerde heidense filosofen liet halen om haar te overreden. Catherina slaagde er echter in deze van de juistheid van haar geloof te overtuigen en bekeerde hen tot het christendom. Daarop liet Maxentius allen terechtstellen. Catherina zou worden geradbraakt, maar het rad brak doormidden, waarop de heilige werd onthoofd.
Op dit fresco heeft Pinturicchio veel tijdgenoten geportretteerd. Links voor de troon staat Andreas Palaiologos, lid van de Byzantijnse keizersdynastie, en daarachter zijn Antonio da Sangallo en de kunstschilder zelf te herkennen. De ruiter rechts, aan de rand van het fresco, zou prins Cem kunnen zijn, die als gijzelaar in het Vaticaans Paleis woonde en die Pinturicchio ook als model voor oosterse kostuums gebruikte.